# مارتن هانسون (سياسي)
مارتن هانسون (بالإنجليزية: Martin Hanson)‏ هو سياسي أسترالي، ولد في 2 يوليو 1923 في أستراليا، وتوفي في 20 فبراير 1976 في نفس البلد. حزبياً، نشط في حزب العمال الأسترالي. وقد انتخب عضو المجلس التشريعي ولاية كوينزلاند.